# Pist.On
Pist.On (también estilizado como Pist*On, Pist-On, Pist•On, PistOn y Piston) es un grupo de heavy metal estadounidense de Staten Island, Nueva York. La banda publicó dos álbumes en los años noventa. Se separaron en 2001, y anunciaron su regreso en 2015.

## Historia

### Miembros originales
Constituidos alrededor del dúo formado por Henry Font (voz, guitarras) y Val.Ium (bajo, coros), la formación sacó dos maquetas a principios de los noventa, siendo producida la segunda —Urine the Money— por Josh Silver de Type O Negative. La amistad de la banda con Type O Negative (procedentes de Brooklyn) les proporcionó tanto ayuda como desdén en los siguientes años.
En 1996 el grupo, ya completado con Paul Poulos (guitarras, coros) y Danny "Jam" Kavadlo (batería), lanzó su primer álbum de larga duración, Number One, que logró el aplauso de la crítica tanto en Estados Unidos como en Europa. Las giras posteriores acompañando a Type O Negative y Marilyn Manson contribuyeron a incrementar la notoriedad de la banda. En un año, pasaron de una discográfica independiente como Mayhem/Fierce a un sello multinacional, Atlantic Records. También por esta época dejaron la formación Poulos y Kavadlo.

### Segunda formación
Los nuevos miembros Burton Gans (guitarras) y Jeff McManus (batería) se unieron justo a tiempo para ver cómo Atlantic reeditaba Number One con nuevas fotos, diseño y, quizás lo más evidente, grafía del nombre del grupo, cambiado de "Pist.On" al más "legible" "PistOn". La supresión de "." originó críticas de que el grupo se "había vendido". Bajo su nuevo nombre y sello discográfico, la banda se embarcó de nuevo en una extensa gira. El batería Jeff McManus fue obligado a tomarse un breve descanso por razones médicas, sustituyéndolo Johnny Kelly de Type O Negative.

### 1996-1997
El exitoso disco de debut de Pist.On había sido reeditado por una importante compañía discográfica, el grupo había coleccionado amistades y anécdotas con artistas de reconocido prestigio como Type O Negative, Marilyn Manson, los Misfits o Queensrÿche, y fichaba a dos músicos que le aportaban nuevas energías. Pero aun así, las esperanzas albergadas en esta época no dieron sus frutos y, a pesar de rozar el disco de oro por las ventas de álbumes, tras unas cuantas giras y críticas negativas fueron expulsados de Atlantic.

### Segundo lanzamiento
En 1999 vio la luz el segundo disco de la banda, $ell.Out, de nuevo a través de Mayhem Records. Este trabajo fue descrito por la industria musical, el anterior sello discográfico, la prensa e incluso por el propio grupo como repleto de golpes distorsionados y desagradables. El álbum recibió una tibia acogida por parte de crítica y público, y los rumores de ruptura se desataron.

### Separación
Tras el segundo disco, el batería Jeff McManus salió del grupo, retornando brevemente para grabar el EP de tres canciones Saves en la primavera de 2001. A pesar del optimismo que surgió con Saves, la pareja nuclear de Pist.On se rompió a finales de agosto de 2001 cuando Val.Ium decidió abandonar también la banda. A pesar de no estar oficialmente disueltos, Pist.On no han sacado material nuevo como tal desde entonces, aunque algunos de sus miembros —incluyendo a Henry Font y Jeff McManus— han publicado canciones de forma independiente.

### Reunión
En marzo de 2015 Pist.On volvieron con nueva formación, en la que figuraba el bajista Jack Hanley, para trabajar en nuevas canciones.
A principios de octubre de 2017 Pist.On anunciaron su vuelta oficial, con una gira de conciertos a ambos lados del Atlántico que incluía siete fechas en el Reino Unido durante junio de 2018. En marzo de 2019 realizaron una nueva gira británica con otras siete actuaciones programadas.
En febrero de 2022 el grupo anunciaba el lanzamiento de un EP, Cold World EP, proyectado para el 25 de marzo, lo que significaba la primera grabación en estudio de la banda desde 2001. Una versión extendida de dicho EP, titulada Cold World +, sería reeditada a finales de julio de ese año a través de M-Theory Audio.

## Miembros

### Miembros actuales
- Henry Font - Voz, guitarras (1993-2001, 2015-presente).
- Burton Gans - Guitarras (1996-2001, 2015-presente).
- Jeff McManus - Batería (1996-2001, 2015-presente).
- Jack Hanley - Bajo (2015-presente).

### Miembros anteriores
- Val.Ium - Bajo, coros (1993-2001).
- Danny "Jam" Kavadlo - Batería (1993-1996).
- Paul Poulos - Guitarras, coros (1993-1996).

### Miembros de gira
- Johnny Kelly - Batería.

## Discografía
- Primera maqueta (1993, autoeditada)
- Urine the Money - maqueta (1993, autoeditada)
- Number One (1996, Mayhem/Fierce; reeditado en 1997 por Atlantic Records)
- $ell.Out (1999, Mayhem Records)
- Saves - EP (2001, autoeditado)
- Cold World - EP (2022, autoeditado)

### Proyectos paralelos a partir de 2000
- Henry Font
  - SumMerFlu
- Jeff McManus
  - Weekends with Dan (lanzó el sencillo Anna Rexia en 2006, que recibió buenas críticas en varias publicaciones especializadas de punk rock)
- Burton Gans
  - American Popular
  - The Deadlyz (lanzaron álbum de debut homónimo en 2009, seguido por un segundo trabajo de estudio —Fabulous Disaster— en 2011)